# Clayton, Alabama
Clayton là một thị trấn thuộc quận Barbour, tiểu bang Alabama, Hoa Kỳ. Dân số năm 2009 là 1392 người, mật độ đạt 81 người/km².